# Шувалова Мавра Єгорівна
Мавра Єгорівна Шепелєва, у шлюбі графиня Шувалова (23 квітня (4 травня) 1708 — 9 (20) червня 1759) — найближча подруга Єлизавети Петрівни та статс-дама її двору, дружина Петра Івановича Шувалова.
Саме завдяки її впливу Шувалови завдячують своїм піднесенням.

## Походження та юність
Походить з родини шляхтичів Шепелєвих, які вважали своїм предком когось Облагиню. Зокрема, Мавра — була правнучкою окольничого Аггея Олексійовича Шепелєва. Завдяки заступництву дуже далекого родича генерала Дмитра Андрійовича Шепелєва, чия дружина полягала в спорідненості з пастором Глюком, ще дівчинкою в 1719 стала камер-юнгферою цесарівни Ганни Петрівни.
Завдяки веселій та жвавій вдачі «Маврушка» була улюбленицею молодих придворних та обидвох принцес. Особливо велика дружба зав'язалася в неї з цесарівною Єлизаветою Петрівною. Про неї свідчить широке інтимне листування обох у той час, коли Анна, вийшовши в 1727 році заміж, взяла свою юнгфер з собою в Голштинію. Там Мавра Єгорівна стала коханкою та утриманкою герцога Карла Гольштейнського. Анна Петрівна скаржилася на чоловіка своїй сестрі Єлизаветі в листі :
|  | Герцог и Маврушка окончательно опошлились. Он ни одного дня не проводит дома, разъезжает с нею совершенно открыто в экипаже по городу, отдает с нею вместе визиты и посещает театры. |

Після смерті Анни Петрівни в 1728 році Мавра Єгорівна повернулася до Російської імперії. До 1738 року вийшла заміж за камер-юнкера Петра Шувалова.

## При дворі
З початком царювання Єлизавети Мавра Шувалова стала впливовою персоною, від якої залежали призначення та милості.

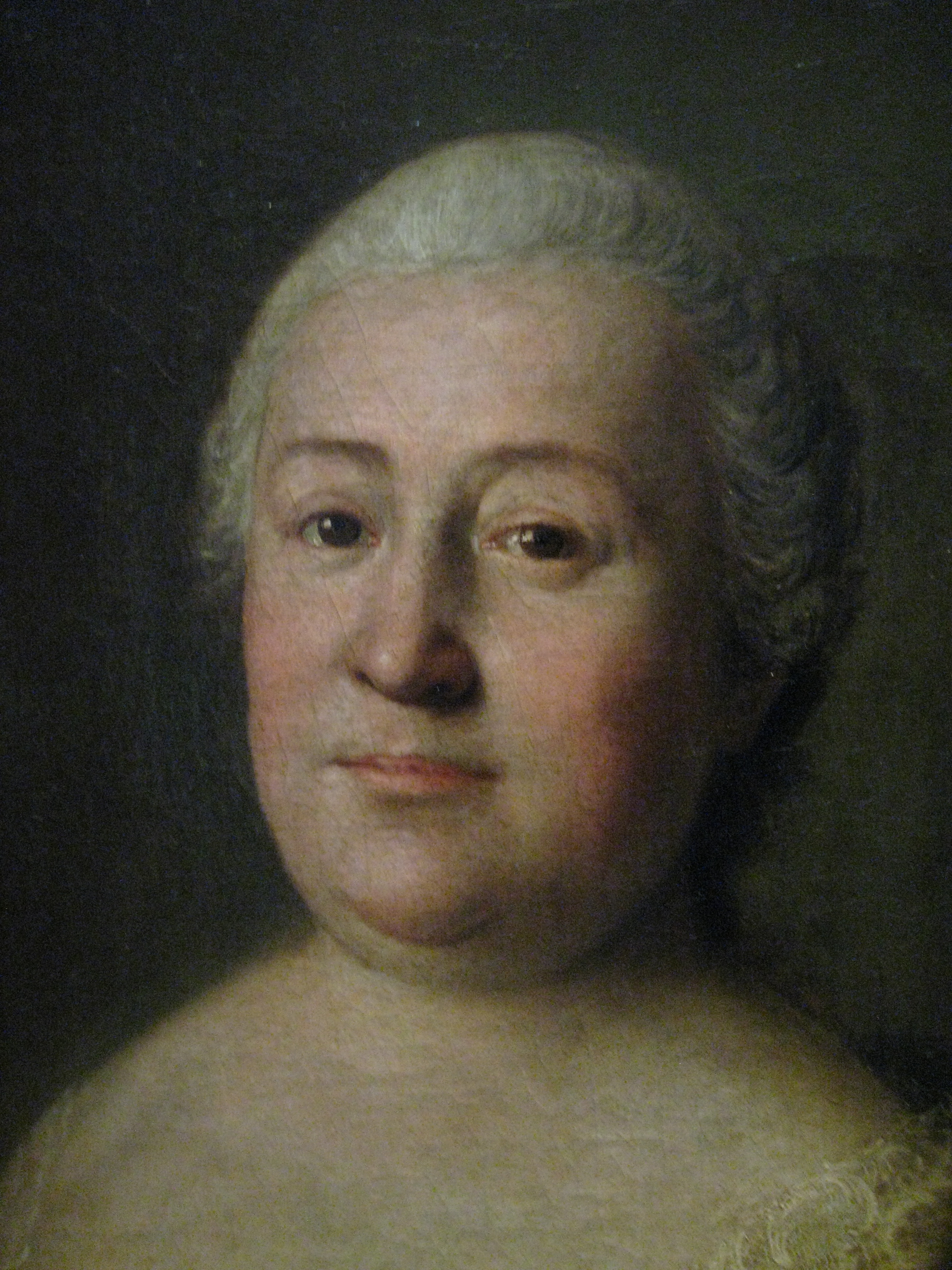
Деталь портрета Федора Рокотова

Єлизавета, хоч між ними були часом і охолодження, зберігала прихильність до подруги своєї молодості на все життя. Сучасники так характеризували Мавру Шувалову: будучи незмінно весела й дотепна з елітою російського суспільства, Шувалова нестерпно чванилася перед людьми, що були нижче її соціальної драбини, була гордовита і груба. Вона охоче допомагала своїм протеже, але, в той же час, легенди ходили про її мстивість: людей, які не догодили їй, вона не втомлювалася переслідувати. Не гидувала і збором «компромату», отже, навіть впливовий гетьман Лівобережної України Кирило Розумовський був іноді змушений підлещуватися перед нею. У той же час Шувалова була відданою і люблячою дружиною та матір'ю, любила гарно поїсти та випити, й грати в азартні ігри.
Мала проникливий розум, прекрасне знання людей, особливо, використовуючи людські слабкості. Мала сатиричний талант, за розповідями сучасників, могла будь-яку людину представити в такому карикатурному вигляді, що вона надовго робилася посміховиськом усього двору. Мала також і літературний дар: їй приписується комедія, що розповідає про пригоди принцеси Лаври. Ця комедія була представлена за царювання Анни Іванівни на сцені домашнього театру цесарівни Єлизавети. Однак її визнали політичною демонстрацією, що спричинила розшук Таємної канцелярії.
У 1743—1759 роках родина Шувалових займала будинок на вулиці Набережна річки Мийки, № 94, пізніше перебудований у Юсуповського палацу.
Мавра Єгорівна померла 9 червня 1759 року на 52-му році життя. Вона похована в Миколаївському Малицькому монастирі, поблизу Твері, де ще 1742 року отримала зцілення від ікони святителя Миколая Чудотворця.